# Calamites
Calamites (soms wel calamieten genoemd) is een geslacht van uitgestorven boomachtige planten, bekend uit het Carboon. Fossielen van Calamites zijn gevonden in Noord-Amerika, Europa, Siberië en Oost-Azië.
In tegenstelling tot de huidige kruidachtige verwanten de paardenstaarten, waren de Calamites-soorten middelgrote bomen met een hoogte van twintig tot dertig meter. Deze planten groeiden tijdens het Carboon, met een hoogtepunt in het Westfalien B in mangrovegebieden op voornamelijk drooggevallen 'eilandjes'. Ze stierven uit tijdens het Perm. Uit hun plantenresten zijn de tegenwoordige steenkoollagen gevormd. Ze waren gewone, maar geen dominante inwoners van de steenkoolmoerassen van het Carboon en in de bossen van het Perm. Samen met andere uitgestorven verwanten van de paardenstaart behoren ze tot de familie Calamitaceae.

## Anatomie
De stammen van Calamites toonden een karakteristiek uiterlijk met bamboe-achtige segmentatie en verticale ribben. Takken en bladeren, evenals sporenkegels zaten in kransen. De maximaal vijfentwintig bladeren per krans waren naaldvormig. De stammen vertoonden secundaire groei in dikte, ze waren houtig. Het cambium vormde alleen secundair xyleem en geen floëem ('unifacial' cambium). 
De stengels van de hedendaagse paardenstaart zijn meestal hol of bevatten langwerpige luchtzakken. Ook de stammen van de Calamites waren hol en vormden houten cilinders. Door het breken van de stammen konden sedimenten de binnenkant binnendringen, waardoor fossiele 'afgietsels' van de binnenkant ontstonden.

## Voortplanting
Calamites vermenigvuldigde zich door middel van sporen, waarbij de sporofyllen (sporangiadragers) werden gecombineerd in kegels. Bovendien hadden ze grote ondergrondse wortelstokken, waardoor een boom kon worden gekloond. Het zijn de enige bekende vegetatief vermeerderende bomen van die tijd. Net als de bomen van vandaag, zoals wilgen en elzen), voldeden ze aldus aan de dynamische bodemgesteldheid op rivieroevers en in alluviale landen. Meestal zien de wortelstokken van Calamites eruit als liggende stammen, maar de knopen komen steeds dichter bij elkaar naarmate ze dichter bij de top van de scheut komen.

## Verschillende vormen
Verschillende Calamites-soorten zijn bekend. Een van deze vormen, C. suckowi, wordt gekenmerkt door opvallende, gezwollen rompknopen en relatief grote afstanden tussen de longitudinale ribben. C. cisti daarentegen vertoont veel slankere knopen en smallere ribben. Bovendien zijn de internodiën in C. suckowi meestal veel langer dan breed, terwijl die van C. cisti maximaal even lang zijn.

## Uitsterven en verwantschap
Het geslacht Calamites en met hen de familie Calamitaceae stierf uit in het Onder-Perm in een tijd waarin de zusterfamilie, de paardenstaartenfamilie (Equisetaceae), die de enige vertegenwoordigers van de sectie van de Equisetophyta bevat die nog in leven is.

## Soorten
- C. approximatus (Sternberg, 1823)
- C. carinatus (Sternberg, 1824)
- C. cistii (Brongniart, 1828)
- C. cruciatus (Sternberg, 1825)
- C. goeppertii (Ettingshausen, 1854)
- C. multiramis (Weiss, 1884)
- C. ramosus (Artis, 1825)
- C. sachsei (Stur, 1887)
- C. schulzii (Stur, 1887)
- C. suckowii (Brongniart, 1828)
- C. undulatus (Sternberg, 1825)